# Piz digl Gurschus
Der Piz digl Gurschus ⓘ ist ein Felskamm östlich von Ausserferrera im Kanton Graubünden in der Schweiz mit einer Höhe von 2880 m ü. M. Die Karte kotiert drei Gipfel: Den Ostgipfel (2880 m), den Mittelgipfel (2844 m) und den Westgipfel (2753 m). 

## Name
Der Name Gurschus geht wohl auf gruscha (rätoromanisch im Idiom Sutselvisch für Räude, Ausschlag, Krätze) zurück, was auf schlechte Weide usw. übertragen wurde. In der ersten Auflage des Führers wurde der Piz digl Gurschus noch als der Grausige bezeichnet. Der Berg ist zerhackt und bröcklig und deren Flanken sind von mehreren Rinnen durchfurcht. Die ausgedehnten Geröllhalden am Fusse des Berges verraten die schlechte Qualität der Felsen und machen die Zustiege mühsam. Die Kletterei in den brüchigen, vielerorts losen Felsen entspricht nicht mehr dem heutigen Geschmack.

## Lage und Umgebung
Der Piz digl Gurschus gehört zur Piz Curvér-Gruppe, einer Untergruppe der Oberhalbsteiner Alpen. Der Gipfel befindet sich auf Gemeindegebiet von Ferrera GR. Der Piz digl Gurschus befindet sich zwischen der Alp Lambegn im Norden und der Alp Mos im Süden. Östlich des Gipfels befinden sich die Einsattelungen Furcletta digl Gurschus und Furcletta dil Carpeder (2703 m), südöstlich der Pass da Schmorras (2564 m).
Zu den Nachbargipfeln gehören der Sur Carungas, der Piz Settember, der Piz Alv, der Piz Grisch, der Nolla und der Piz la Tschera.
Talort ist Ausserferrera. Häufige Ausgangspunkte sind Bärenburg, Andeer und Radons in der Val Nandro.

## Routen zum Gipfel

### Ostgipfel

#### Über den Nordosthang
- Ausgangspunkt: Andeer (982 m), Bärenburg (1047 m) oder Ausserferrera (1300 m)
- Via: Alp Lambegn
- Schwierigkeit: WS
- Zeitaufwand: 5¼ Stunden von Andeer, 5 Stunden von Bärenburg oder 4¾ Stunden von Ausserferrera

#### Über den Ostgrat
- Ausgangspunkt: Andeer (982 m), Bärenburg (1047 m), Ausserferrera (1300 m) oder Radons (1866 m)
- Via: Furcletta dil Carpeder
- Schwierigkeit: ZS
- Zeitaufwand: 6 Stunden von Andeer, 5¾ Stunden von Bärenburg, 4¾ Stunden von Ausserferrera, 3¼ Stunden von Radons oder ½ Stunde von der Furcletta dil Carpeder

### Mittelgipfel

#### Durch die Südostwand
- Ausgangspunkt: Ausserferrera (1300 m) oder Radons (1866 m)
- Via: Pass da Schmorras
- Schwierigkeit: WS+
- Zeitaufwand: 5 Stunden von Ausserferrera, 3½ Stunden von Radons oder 1 Stunde vom Pass da Schmorras

### Westgipfel

#### Durch die Nordflanke
- Ausgangspunkt: Andeer (982 m), Bärenburg (1047 m) oder Ausserferrera (1300 m)
- Via: Nolla (2641 m)
- Schwierigkeit: WS
- Zeitaufwand: 6 Stunden von Andeer, 5¾ Stunden von Bärenburg, 4½ Stunden von Ausserferrera oder ¾ Stunden vom Nolla

## Galerie

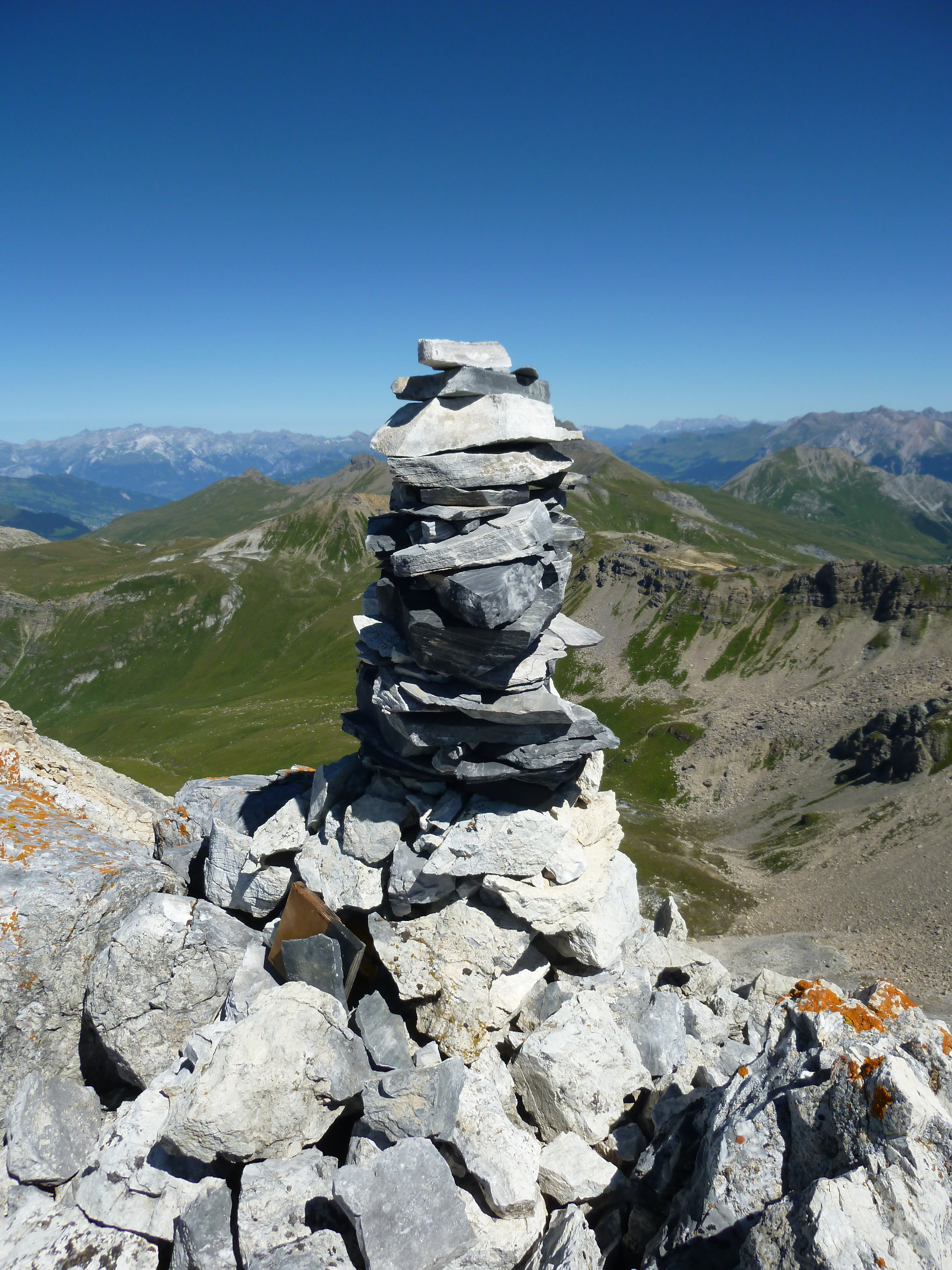
Steinmann am Piz digl Gurschus
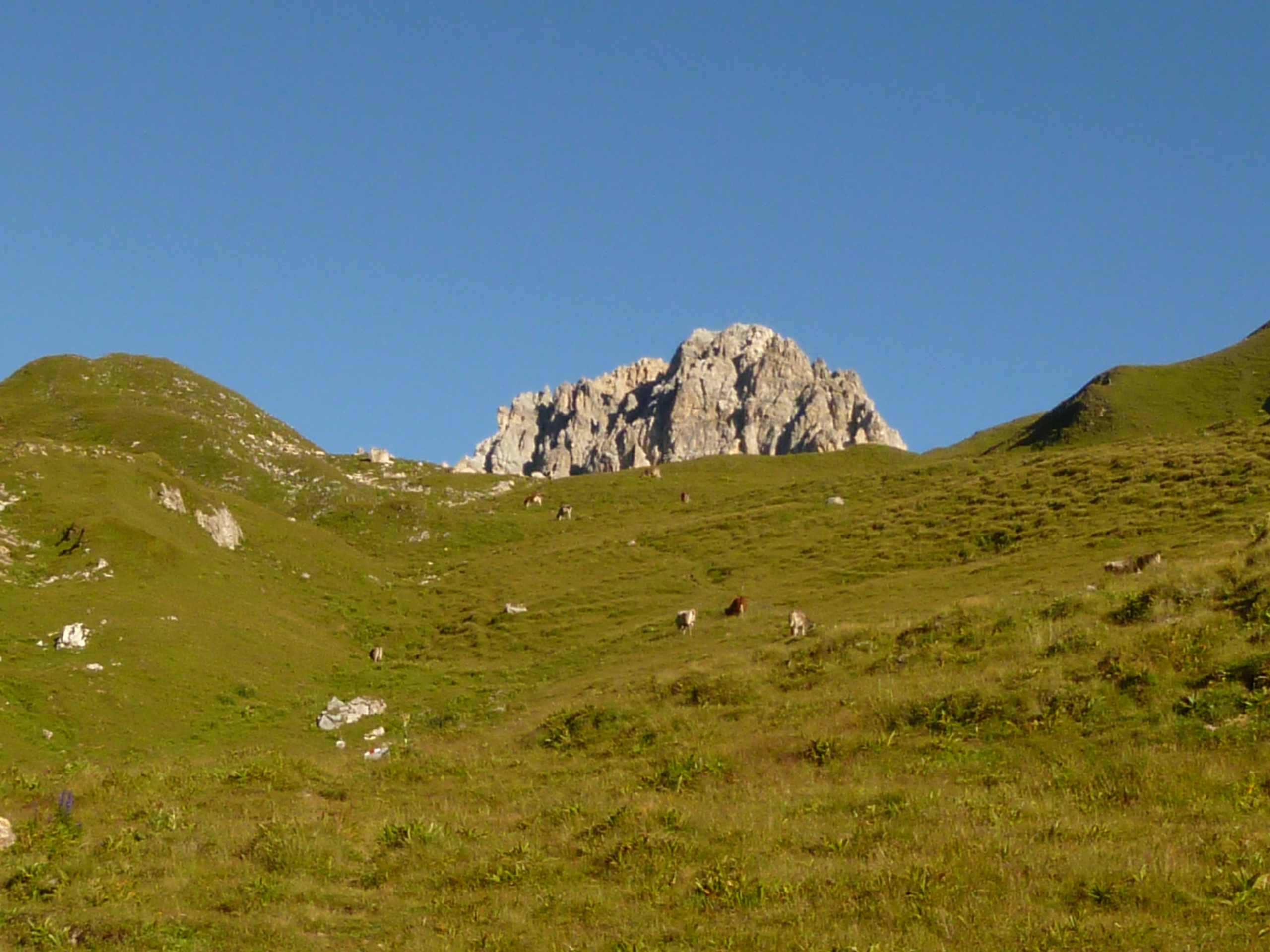
Piz digl Gurschus und Kühe, aufgenommen von der Alp Schmorras.
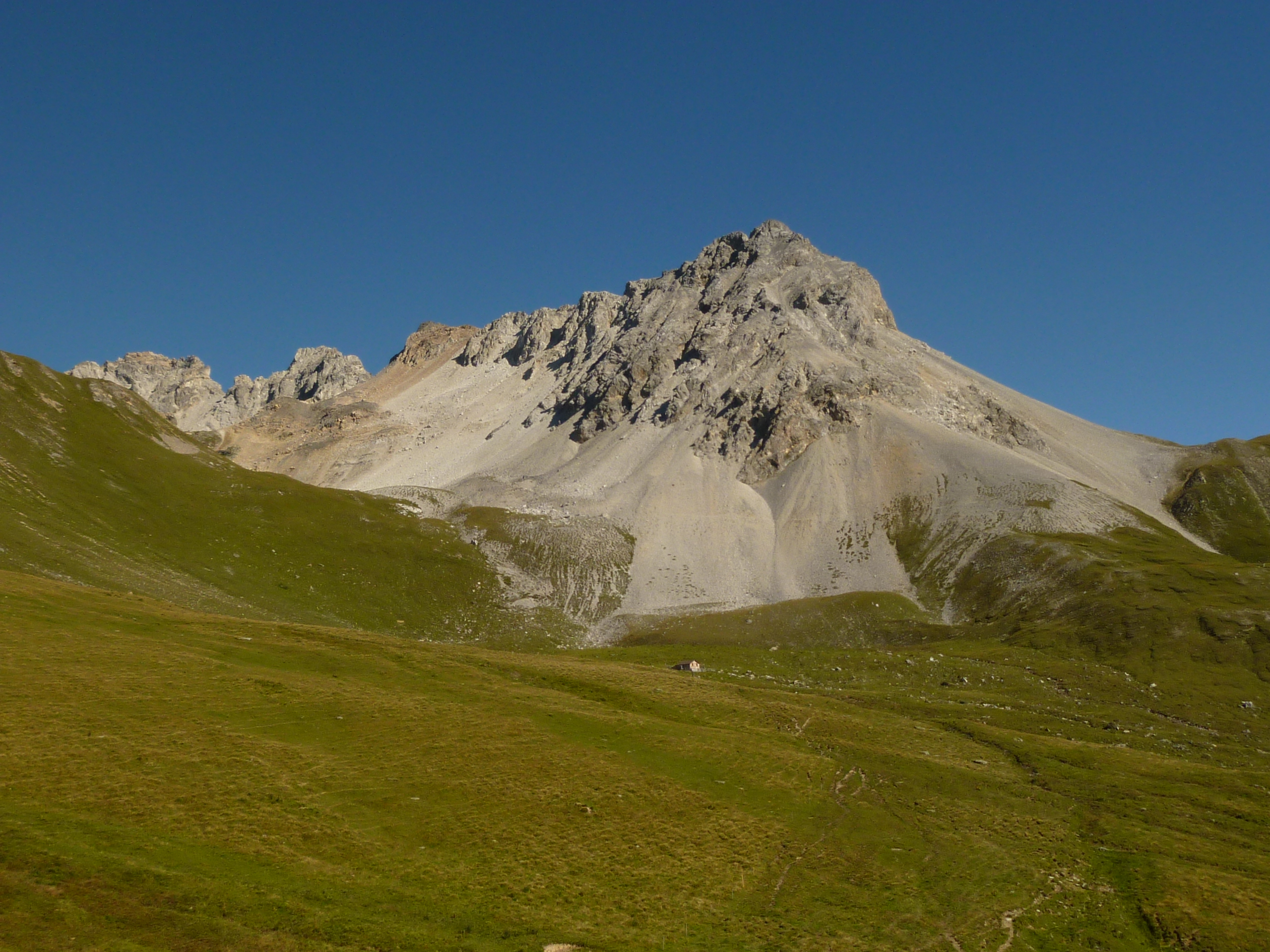
Piz digl Gurschus, aufgenommen von Alp Andies.
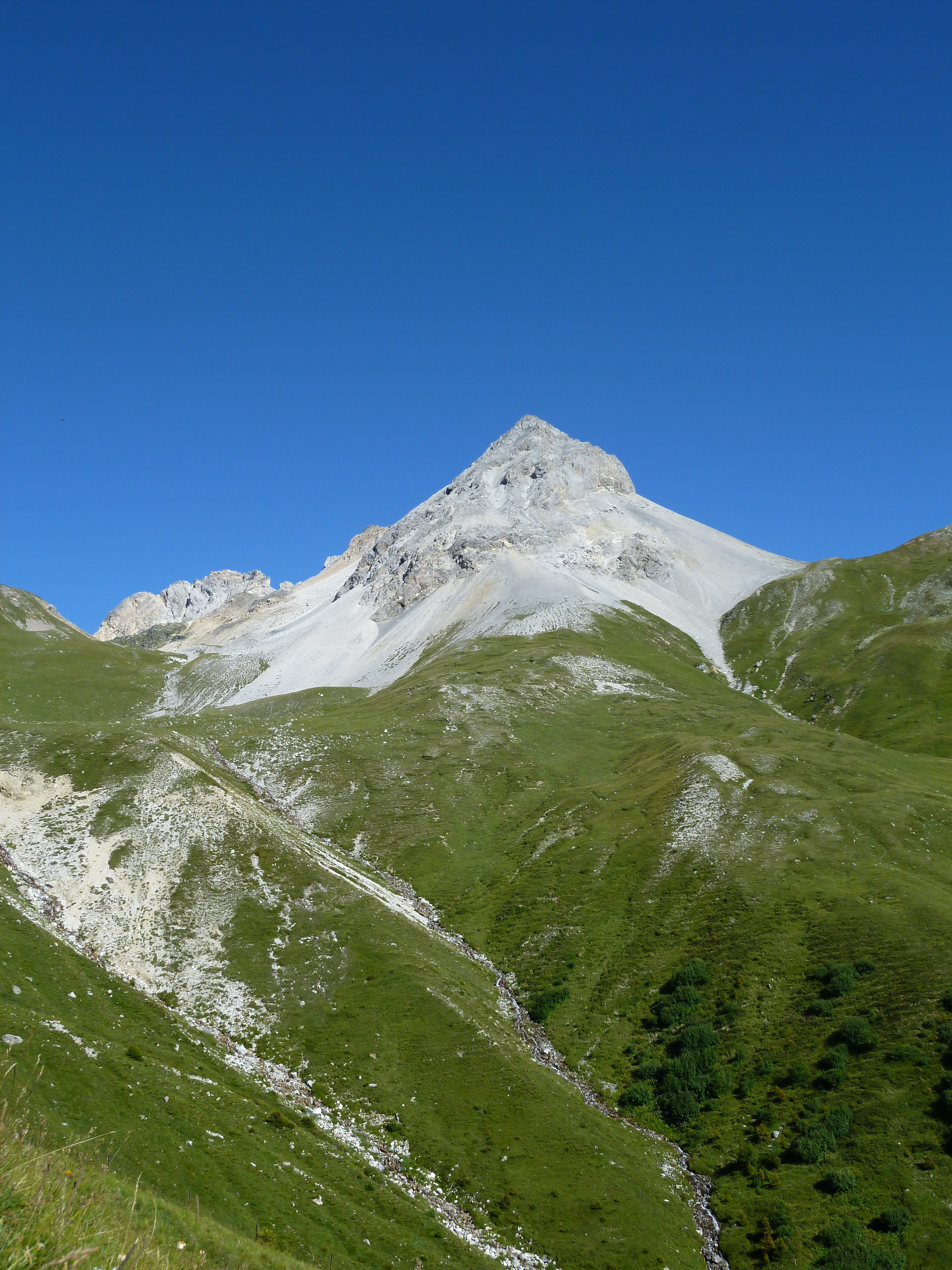
Piz digl Gurschus, aufgenommen von Tgavaglia.
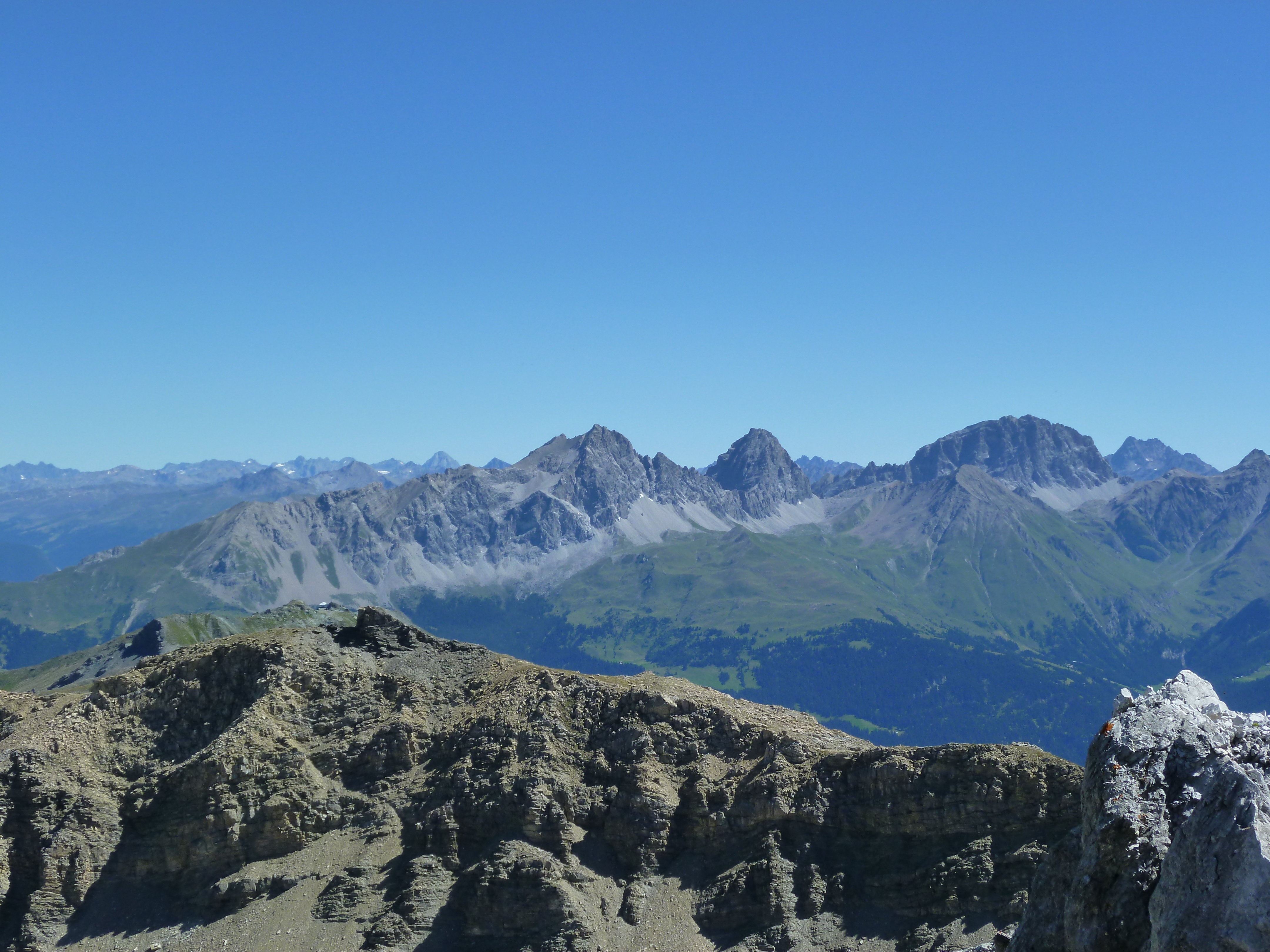
Aussicht auf die Bergüner Stöcke (Piz Mitgel, Tinzenhorn und Piz Ela vlnr.).
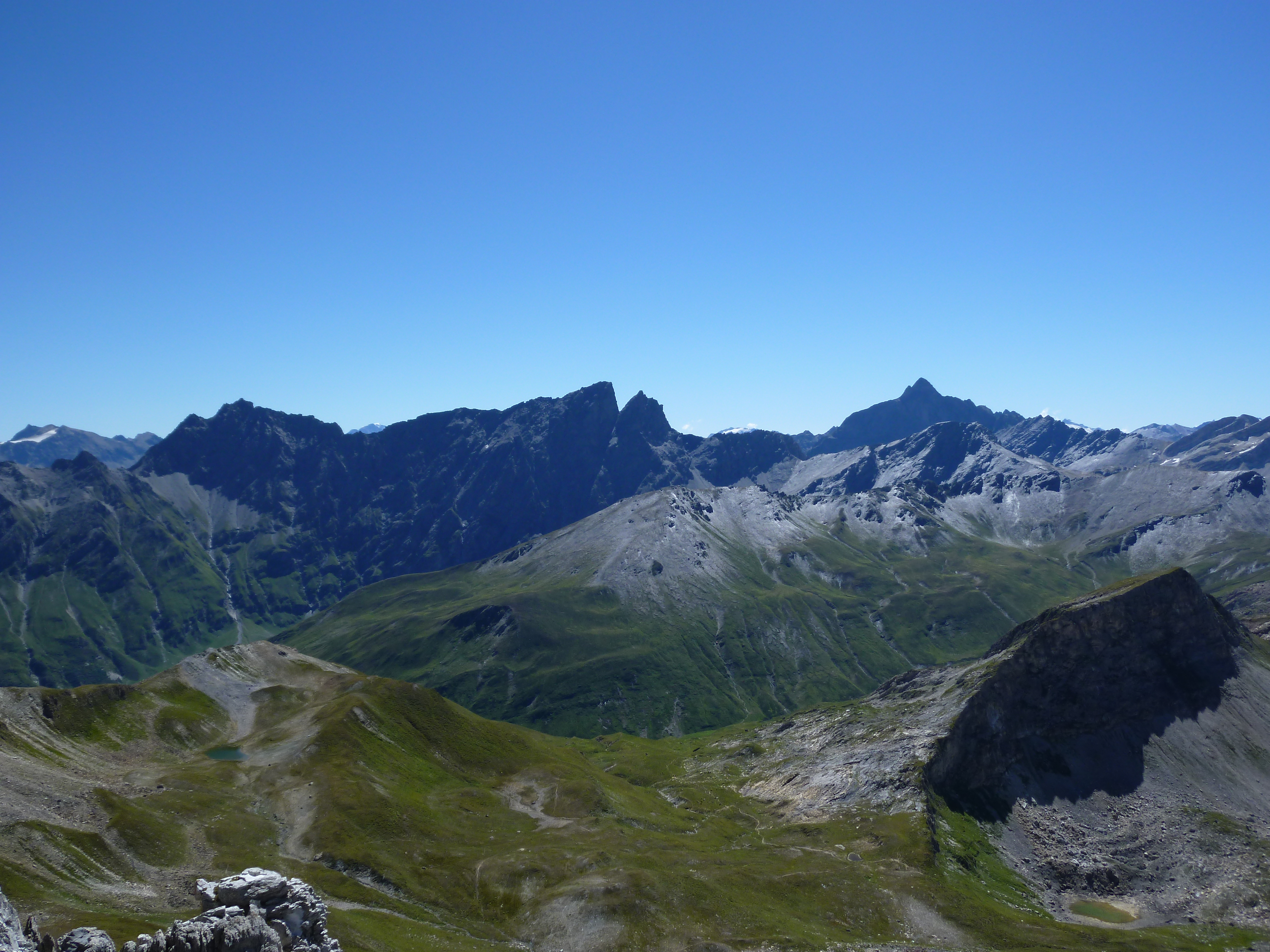
Aussicht auf Piz Arblatsch, Piz Forbesch und Piz Platta (vlnr.).
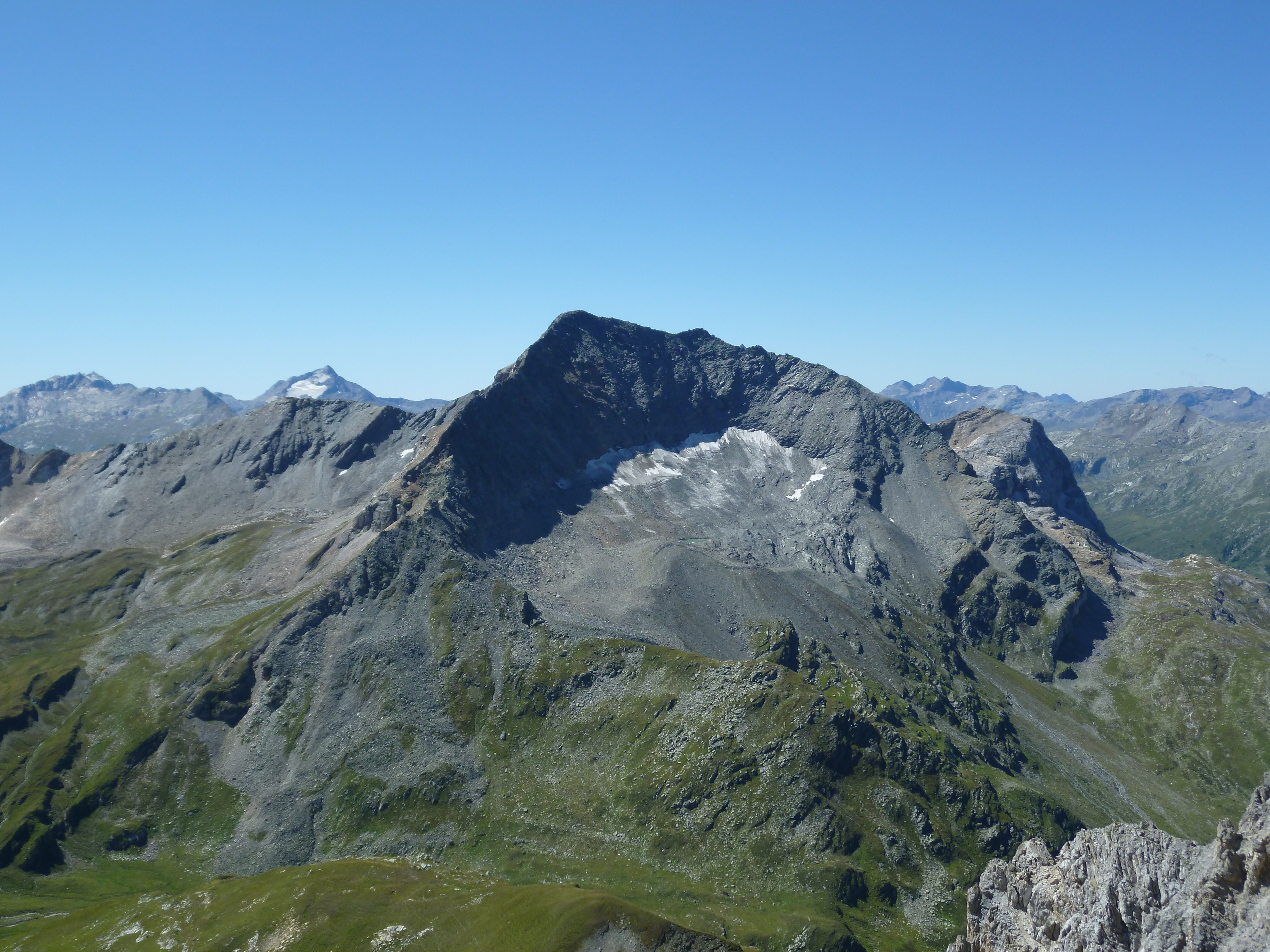
Aussicht auf Piz Grisch.
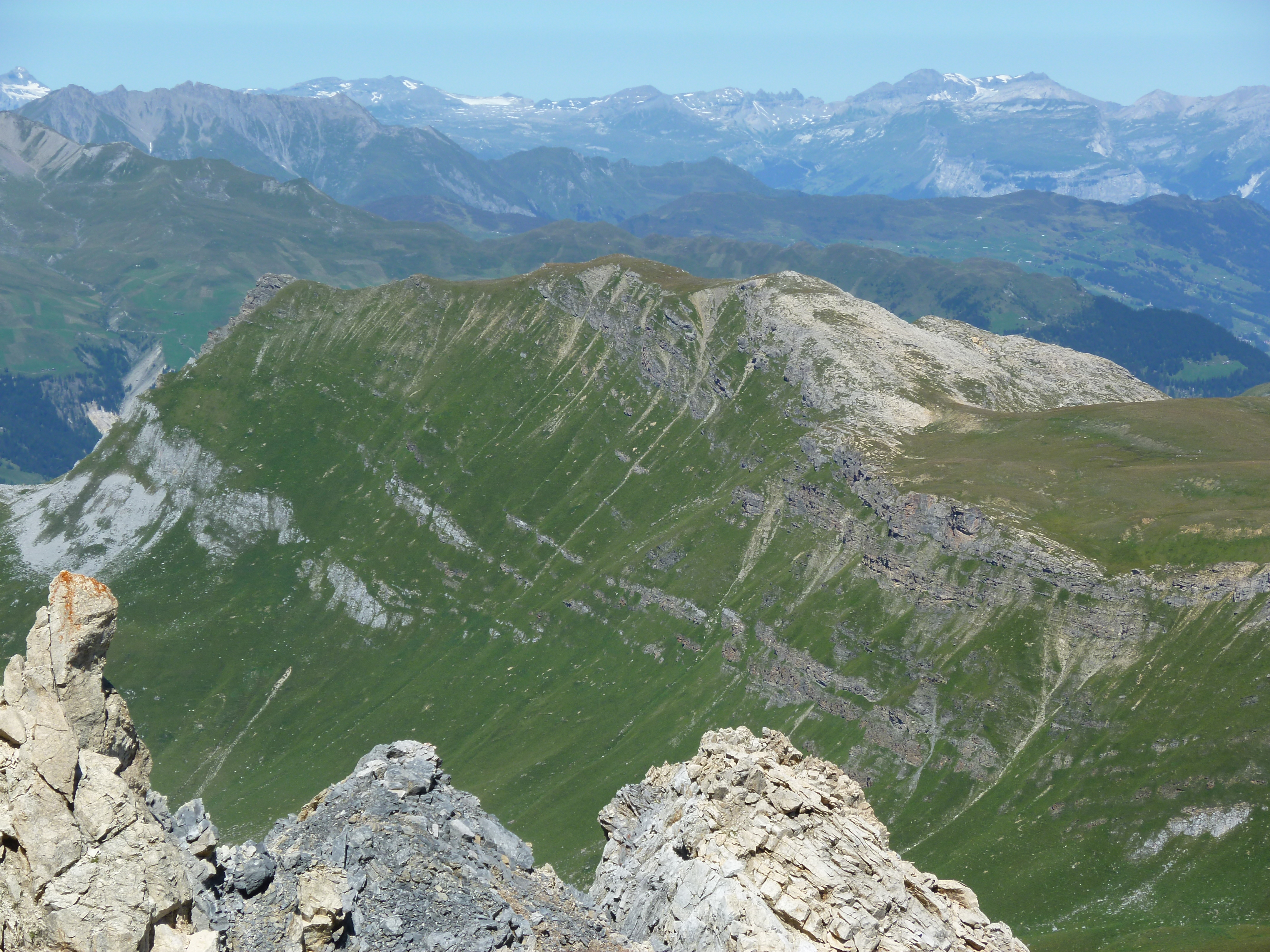
Aussicht auf Piz la Tschera.